# Distretto di José Luis Bustamante y Rivero
Il distretto di José Luis Bustamante y Rivero è uno dei quattordici distretti della provincia di Arequipa, in Perù. Si trova nella regione di Arequipa e si estende su una superficie di 10,83 chilometri quadrati.

Ha per capitale la città di José Luis Bustamante y Rivero e contava 76.260 abitanti al censimento 2005.